# Bourbaki-Panorama

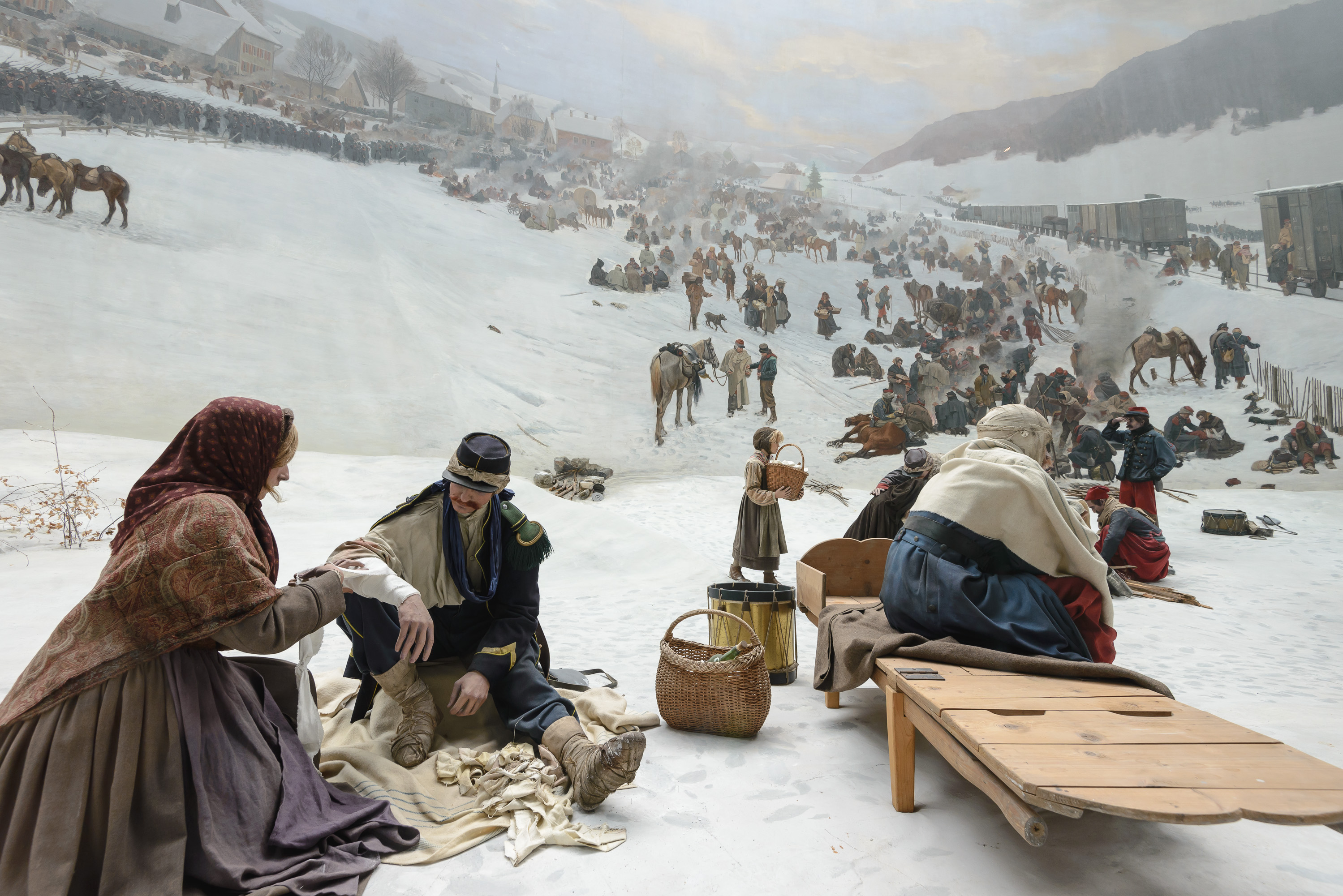
Bourbaki-Soldaten erhalten erste Hilfe

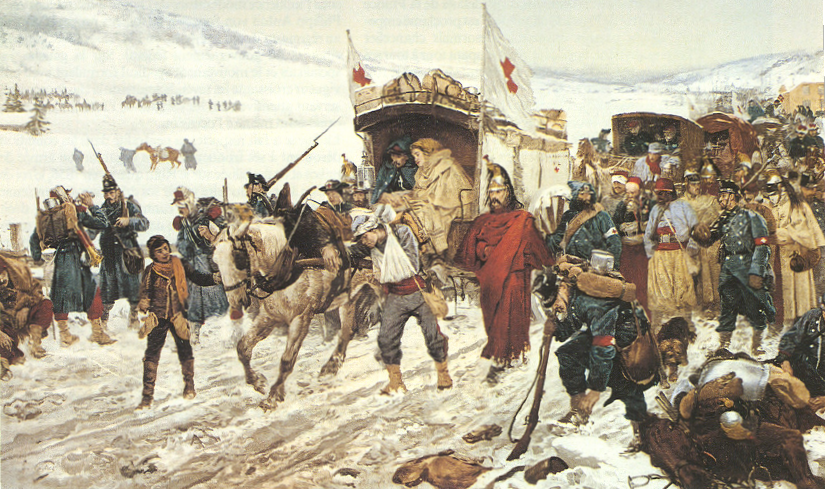
Ausschnitt aus dem Panorama: Krankenwagen des Roten Kreuzes

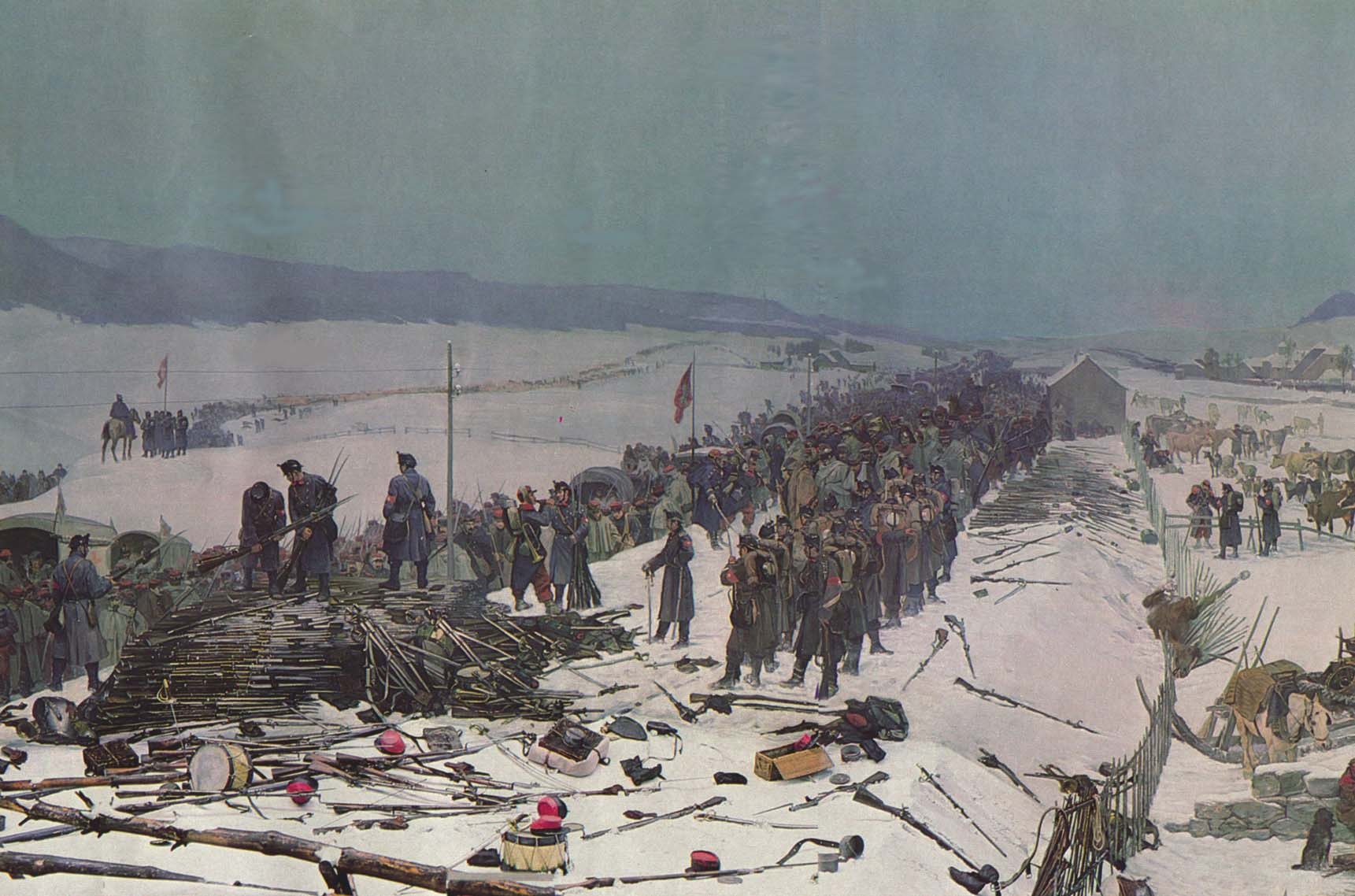
Die französischen Soldaten geben an der Grenze ihre Waffen ab

Das Bourbaki-Panorama, eigentlich L’Entrée de l’armée française aux Verrières (Der Einzug der französischen Armee in Les Verrières), ist ein Panorama-Rundbild und Historiengemälde von Edouard Castres sowie ein danach benanntes Museum und Kulturzentrum am Löwenplatz in Luzern. In unmittelbarer Umgebung finden sich das Löwendenkmal, das Alpineum und der Gletschergarten.

## Gemälde

### Beschreibung
Das Bourbaki-Panorama Luzern zeugt als eines der wenigen noch weltweit erhaltenen Riesenrundgemälde von der Mediengeschichte des 19. Jahrhunderts. Das Gemälde ist eine Anklage des Krieges und ein Zeugnis der ersten humanitären Aktionen des Roten Kreuzes.
In einem Rundbau befindet sich das Riesenrundgemälde von Edouard Castres aus dem Jahre 1881. Es ist 112 Meter lang und war ursprünglich 14,50 Meter hoch, seit 1949 nur noch 12 Meter. Es zeigt die französische Ostarmee des Generals Charles Denis Sauter Bourbaki bei ihrem Übertritt in die Schweiz nach dem Vertrag von Les Verrières am Ende des Deutsch-Französischen Krieges von 1870/71. Dem Gemälde vorgelagert ist ein plastisch gestaltetes Gelände, das die ganze Szenerie in einer dreidimensionalen Wirkung zur Geltung bringt. Gemälde und Vorgelände erzeugen zusammen eine Illusion, die Besucher an einen anderen Ort und in eine andere Zeit entführen soll. So soll der Betrachter miterleben, wie ein Teil der 87'000 Mann starken Ostarmee bei Les Verrières über die Grenze tritt, entwaffnet und von der Zivilbevölkerung umsorgt wird.

### Nachwirkung
Bis zu Beginn des 20. Jahrhunderts war das Bourbaki-Panorama ein Publikumserfolg. Die Erinnerung an die Bourbaki-Internierung wurde zu einer Erzählung und Teil des kollektiven Gedächtnisses. Insbesondere in der Bildung des Mythos der humanitären Tradition der Schweiz nahm das Bourbaki-Panorama eine wichtige Rolle ein.

### Sonstiges
Zu dem Team der Maler gehörte auch Ferdinand Hodler, der ebenso wie Edouard Castres im Panorama porträtiert ist: Castres als Rotkreuzhelfer, Hodler als Berner Soldat. Das Bild ist ein europäisches Kulturdenkmal.

## Gebäude
1889 zog das Bourbaki-Panorama in das sechszehneckige Gebäude ein, welches extra für diesen Zweck erstellt wurde. Das Bild selbst war seit 1881 bereits in Genf zu sehen. Mit Aufkommen des Kinos in den 1920er Jahren war der Betrieb des Rundgemäldes nicht mehr finanzierbar. 1926 wurde die Liegenschaft verkauft. Es entstand mit einem Drehkranz der Firma Schindler im Erdgeschoss das erste mechanisierte Parkhaus von Kontinentaleuropa. Im Zuge dieser Umnutzung wurde das Panorama höher gehängt und am oberen Ende um rund 2,5 Meter gekürzt. Dies wurde 1949 wiederholt, und es wurden nochmals zwei Meter des Bildes entfernt.
Ab 1985 benutzten kulturelle Institutionen die ehemaligen Räumlichkeiten der Garage. Beim grossen Umbau in den Jahren 1996 bis 2000 wurde dem Gebäude ein gläserner Mantelbau hinzugefügt. Das Gebäude selbst steht auf der Liste der Kulturgüter in Luzern in der Kategorie A (national bedeutend).

## Restaurierung 2024
Das Bourbaki-Panorama wurde von Januar bis März 2024 umfassend restauriert. Am Panoramabild wurde nichts verändert. Die Arbeiten konzentrierten sich auf den optischen Apparat, das Beleuchtungssystem und die Aussichtsplattform. Das Museum wurde aufgrund der Arbeiten sechs Wochen geschlossen. Als Hauptgrund für die Sanierung wurden sichtbare Abnutzungs- und Alterserscheinungen angegeben.

### Optischer Apparat
Oberhalb des Panoramas hängt der optische Apparat. Durch einen Baldachin und Stoffsegel wird Tageslicht im Raum verteilt. Vor der Restauration war der optische Apparat verfärbt, unter anderem mit Wasserflecken. Durch Industriekletterer wurden insgesamt 1'600 Quadratmeter Stoff neu installiert. Die neue Stoffinstallation hat ein Gewicht von 200 Kilogramm.

### Beleuchtungssystem
Vor der Sanierung wurde das Panoramabild bei wenig einfallendem Tageslicht durch Halogenscheinwerfer beleuchtet. Die Leuchtkörper sowie die Steuerung konnten nicht erneuert werden. Deshalb wurde die komplette Beleuchtung auf LED-Scheinwerfer umgestellt. So konnte auch der Spektralanteil im Ultraviolett- und Infrarotbereich reduziert werden.

### Aussichtsplattform
Die von den Besuchern begehbare Aussichtsplattform in der Mitte des Museums enthält mehrere originale Teile aus dem Erbauungsjahr 1889. Die Sitzbänke sowie das bemalte Metallgeländer wurden restauriert. Ebenfalls ersetzte man bei der Restaurierung 2024 die zentrale Lautsprecheranlage und den Kronleuchter. Dieser ist nun auch dimmbar.

## Kulturzentrum
Betrieben wird das Museum durch die Stiftung Bourbaki Panorama Luzern. Diese ist auch Miteigentümerin des Gebäudes und verwaltet die Liegenschaft. Die Trägerstiftung erhält keine Betriebskostenbeiträge der öffentlichen Hand. Sie finanziert sich allein über die Mieteinnahmen. Das Bourbaki-Panorama ist im International Panorama Council vertreten.

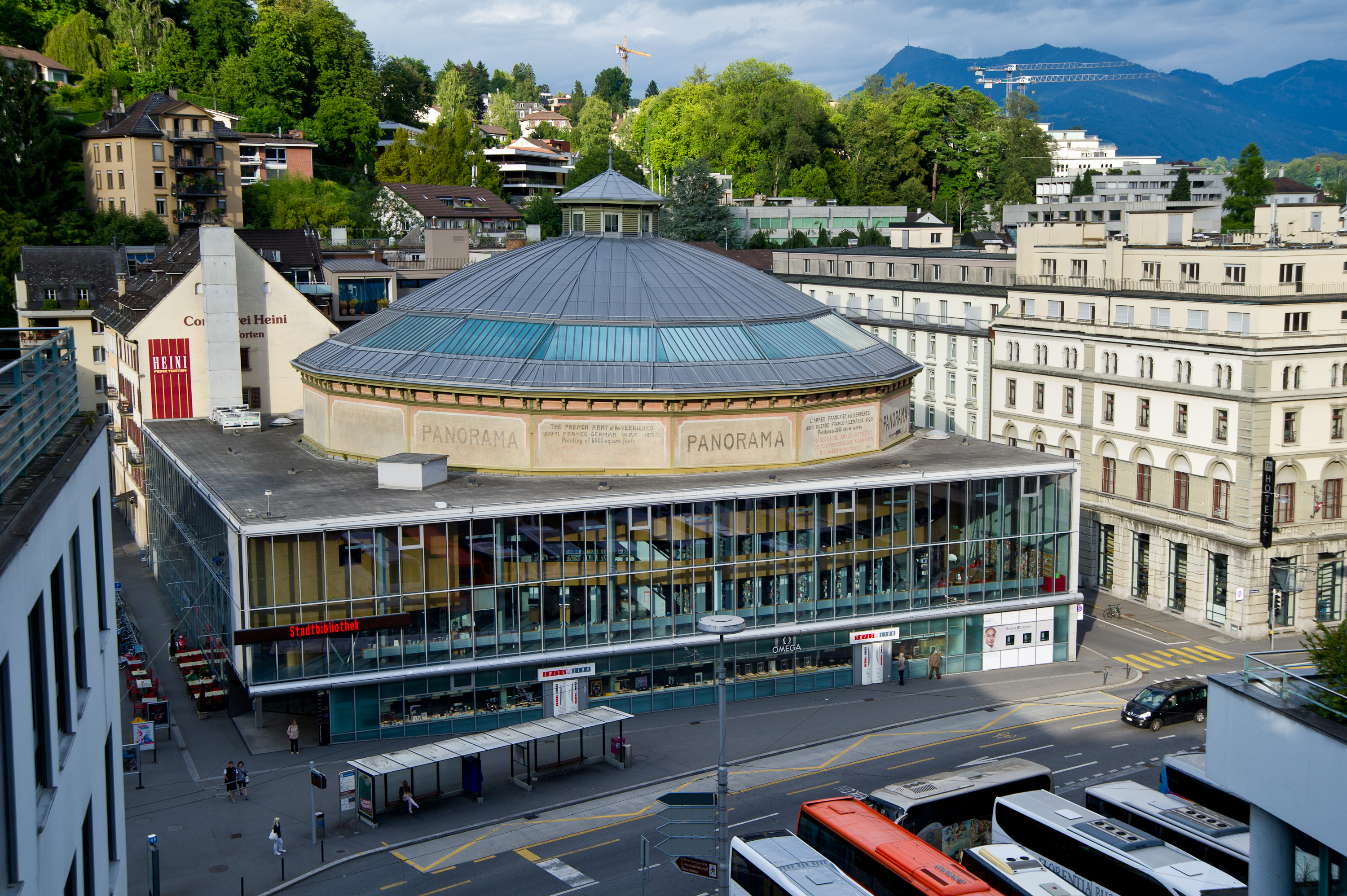
Das Gebäude des Bourbaki-Panoramas

### Museum
Als Ergänzung zum Gemälde und Rundbild existiert ein Museum mit Informationen zu historischen und medialen Hintergründen.

### Haus für Medien, Begegnung und Kultur
Das Bourbaki-Panorama Luzern hat sich in den letzten Jahren zu einem besonderen Haus für Medien, Begegnung und Kultur entwickelt. Seit dem Umbau beherbergt es neben dem Museum mit Rundbild die Stadtbibliothek Luzern, die städtische Umweltberatungsstelle und Umweltbibliothek öko-forum, fünf Kinos mit einer Kinobar (mit funktionstüchtigem Drehkranz), ein Restaurant und Shops. Die Mischnutzung des Hauses ermöglicht den Betrieb von Museum und Gebäude.